# Muscoy (Kalifornija)
Muscoy je naseljeno područje za statističke svrhe u američkoj saveznoj državi Kalifornija. Prema popisu stanovništva iz 2010. u njemu je živjelo 10.644 stanovnika.